# プラハ歴史地区
プラハ歴史地区（プラハれきしちく）はチェコ、プラハにあるユネスコ世界遺産の日本における呼称である。1992年に登録された。

## 概要
プラハ市街中心部、ヴルタヴァ川の東岸に位置する旧市街から南の新市街まで、西岸のフラッチャニ地区およびマラー・ストラナ地区、計866ha が登録対象地域となっており、11世紀から18世紀にかけてのさまざまな時代様式の建築物が残る。

### おもな登録建築物
- プラハ城
  - 聖ヴィート大聖堂
  - 聖イジー聖堂 (St. George's Basilica)
- カレル橋
- ストラホフ修道院
- 旧市庁舎
  - 天文時計
- 旧市街広場
- ティーン聖堂 (Church of Our Lady before Týn)
- ゴルツ・キンスキー宮殿
- 旧ユダヤ人墓地 (Old Jewish Cemetery)
- 旧新シナゴーグ (Old New Synagogue}

## 登録経緯
1991年、ICOMOSによる登録審査を経て、1992年、文化遺産として登録された。当初の登録名候補はプラハの歴史的中心部（Historic Core of Prague）。 2001年、チェコ政府（文化省）はプラハ歴史地区について、登録対象地域の拡大を求めている。
2002年8月、エルベ川流域で起きたヨーロッパ大洪水では、ヴルタヴァ川沿岸に近い旧市街のユダヤ人地区やマラー・ストラナ地区が浸水の被害を受けた。 2004年の訪問者数は2,871,636人。

## 登録基準
この世界遺産は世界遺産登録基準のうち、以下の条件を満たし、登録された（以下の基準は世界遺産センター公表の登録基準からの翻訳、引用である）。
- (2) ある期間を通じてまたはある文化圏において、建築、技術、記念碑的芸術、都市計画、景観デザインの発展に関し、人類の価値の重要な交流を示すもの。
- (4) 人類の歴史上重要な時代を例証する建築様式、建築物群、技術の集積または景観の優れた例。
- (6) 顕著で普遍的な意義を有する出来事、現存する伝統、思想、信仰または芸術的、文学的作品と直接にまたは明白に関連するもの（この基準は他の基準と組み合わせて用いるのが望ましいと世界遺産委員会は考えている）。

## ギャラリー

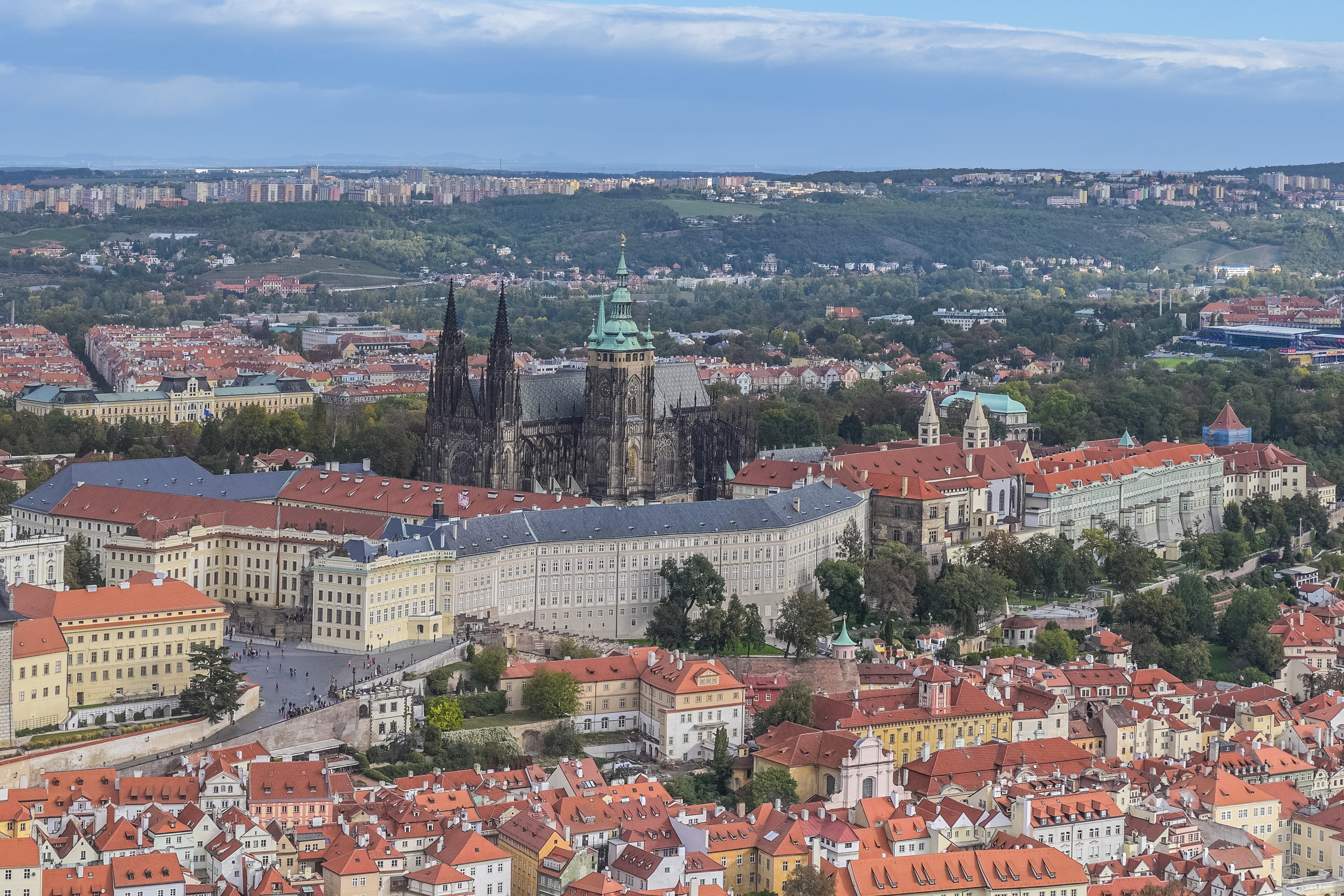
プラハ城
聖ヴィート大聖堂
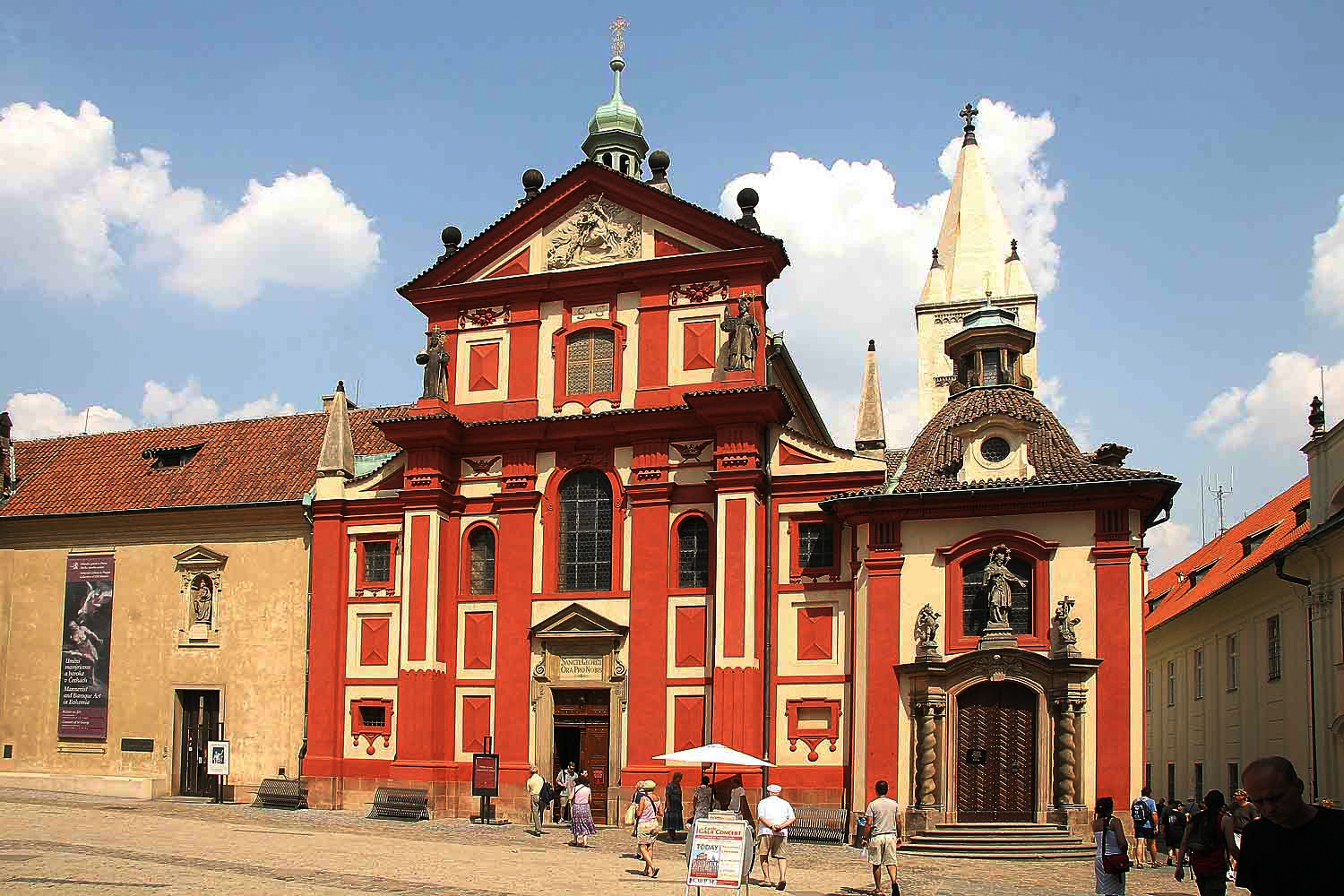
聖イジー聖堂
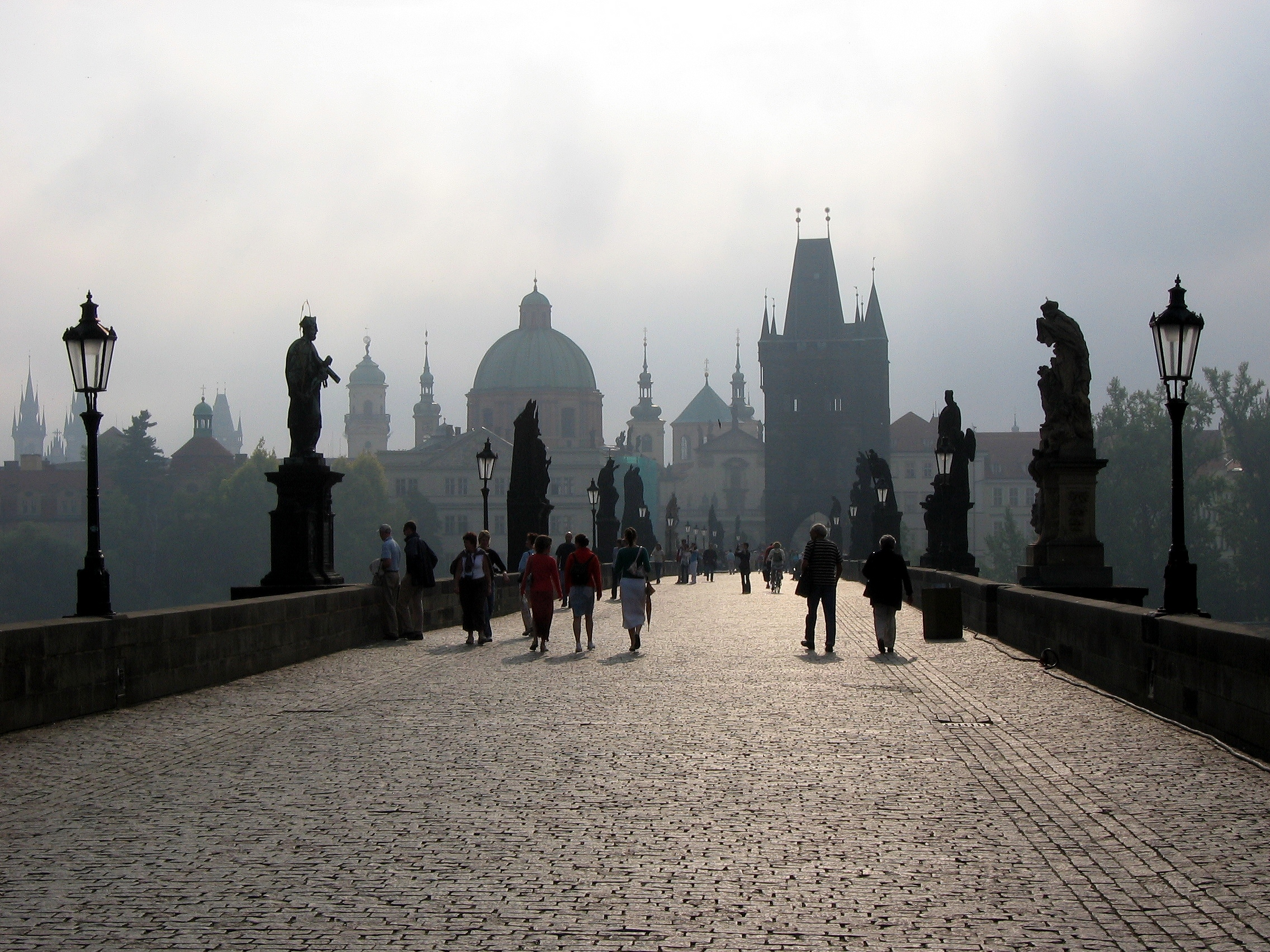
カレル橋
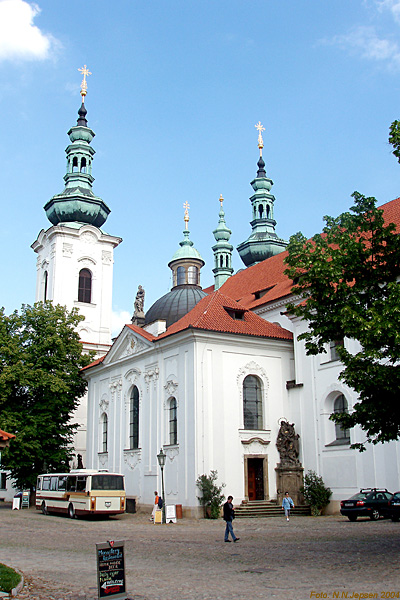
ストラホフ修道院
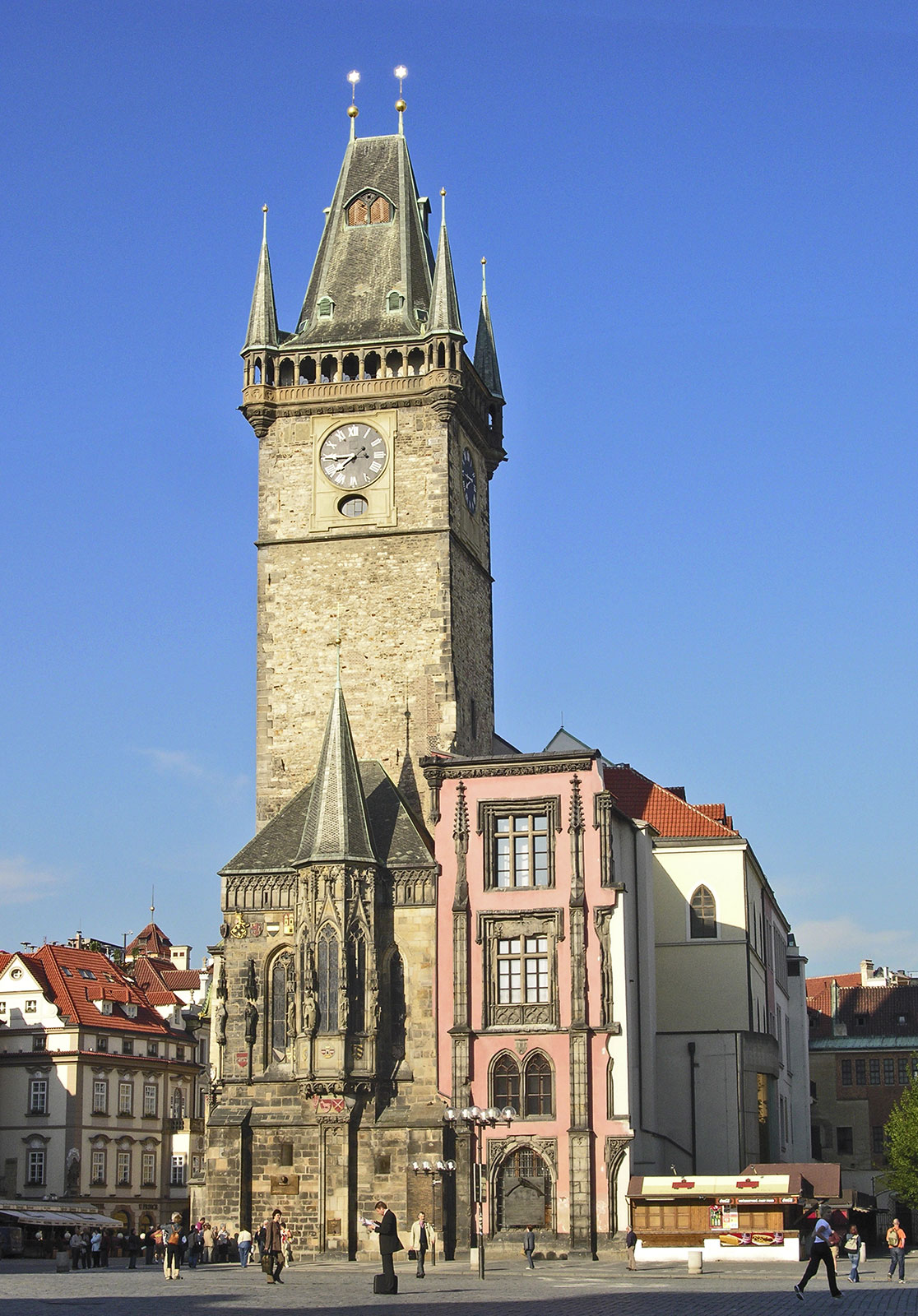
旧市庁舎
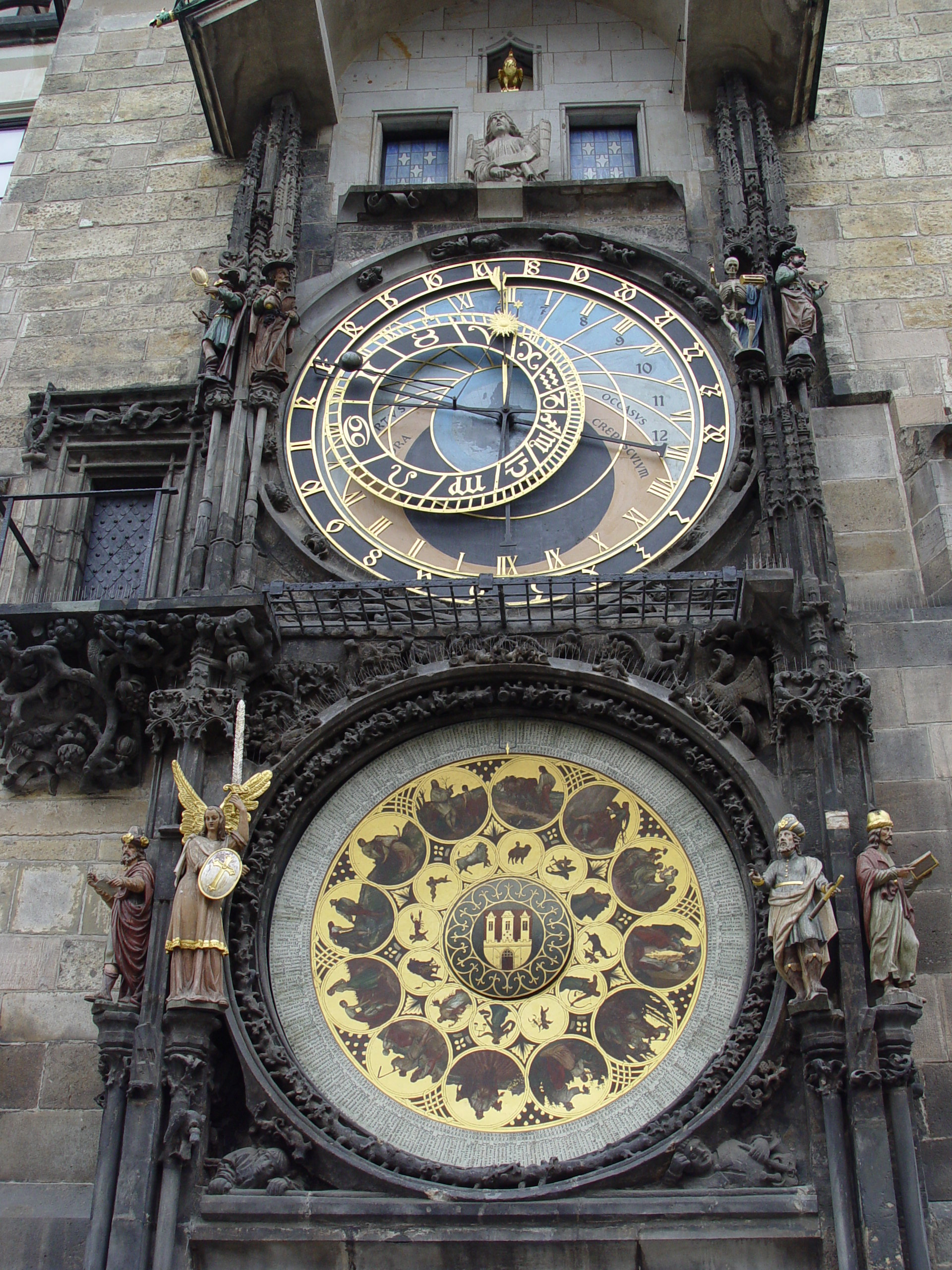
旧市庁舎の天文時計
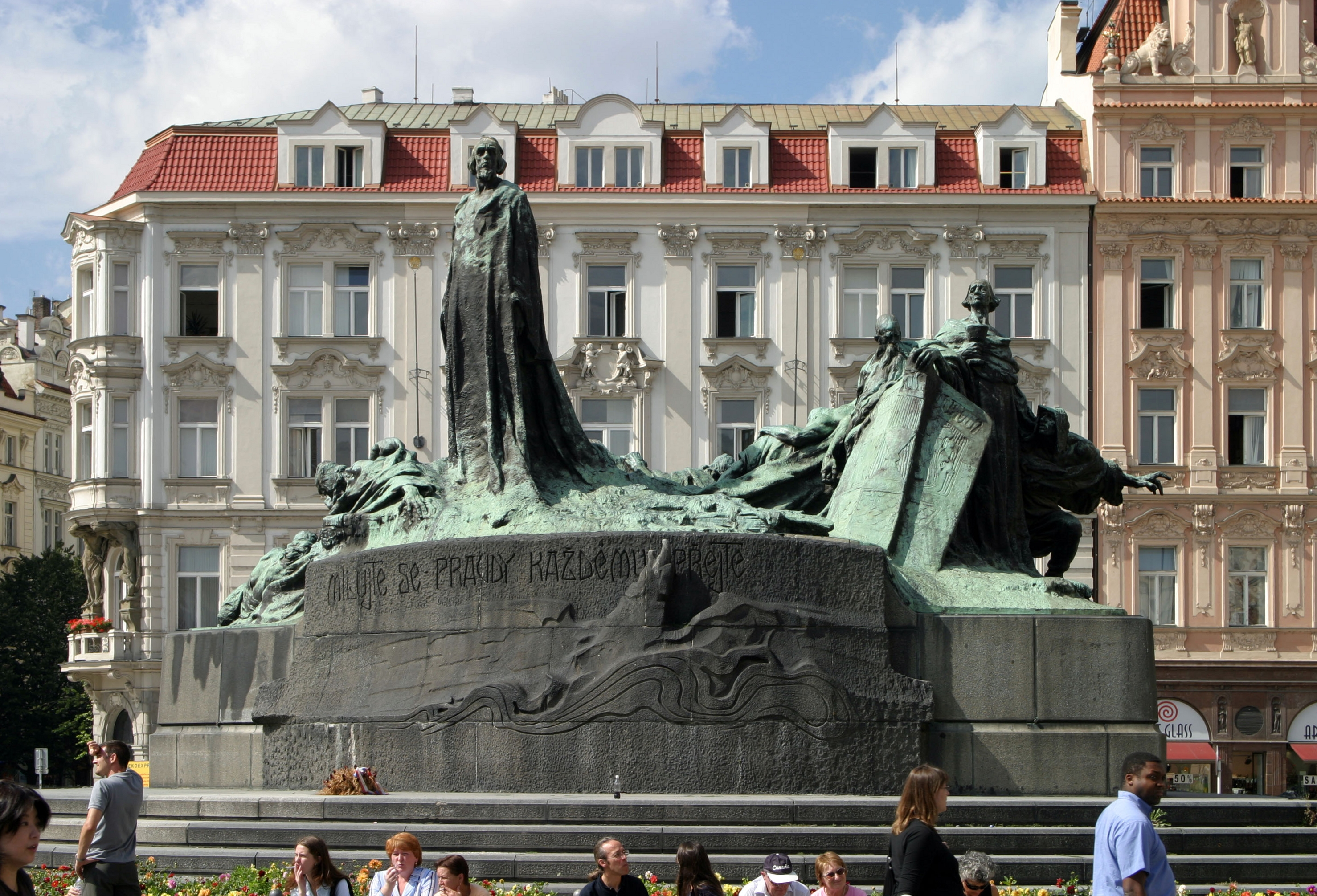
旧市街広場のヤン・フス像
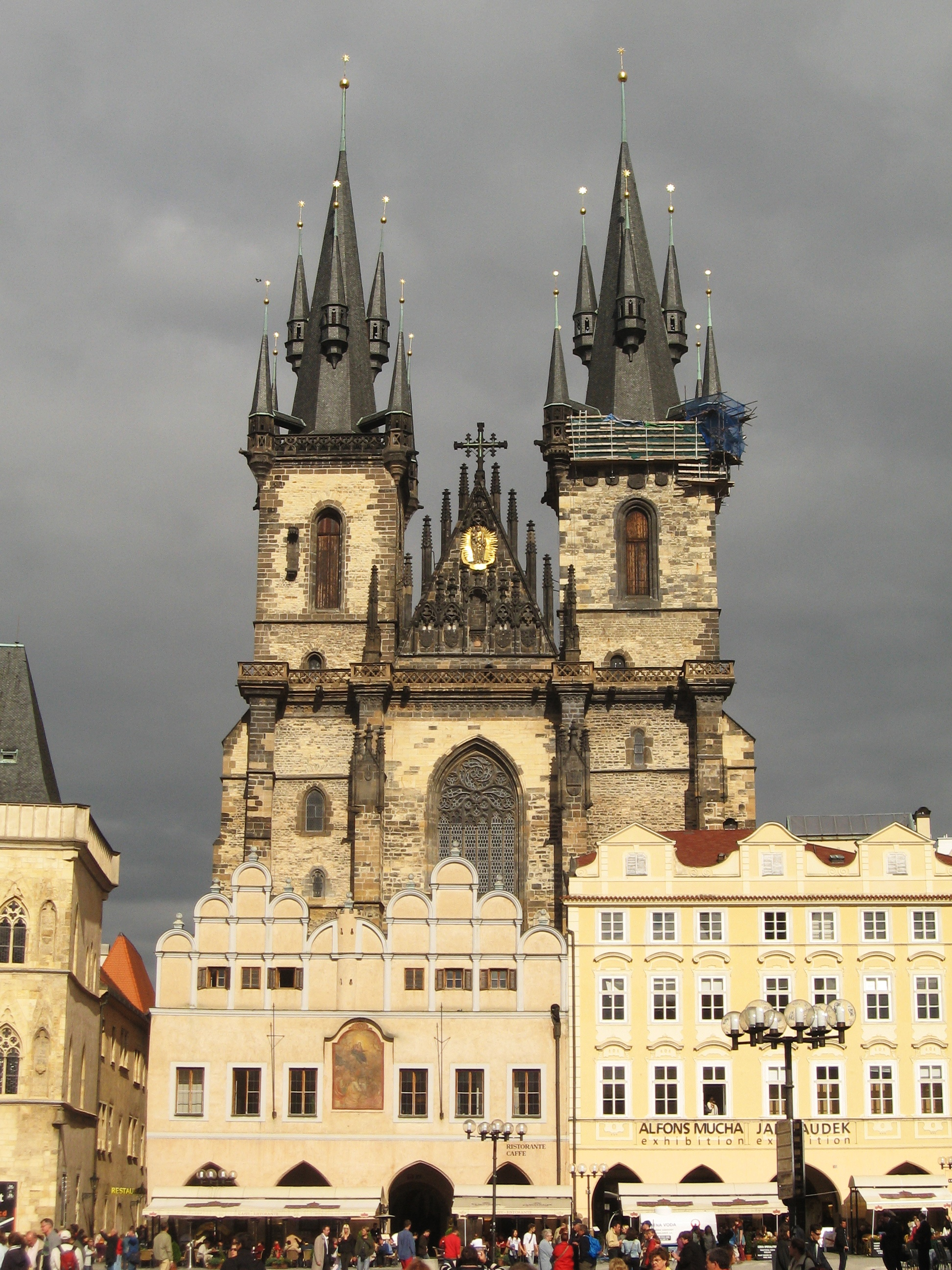
ティーン聖堂
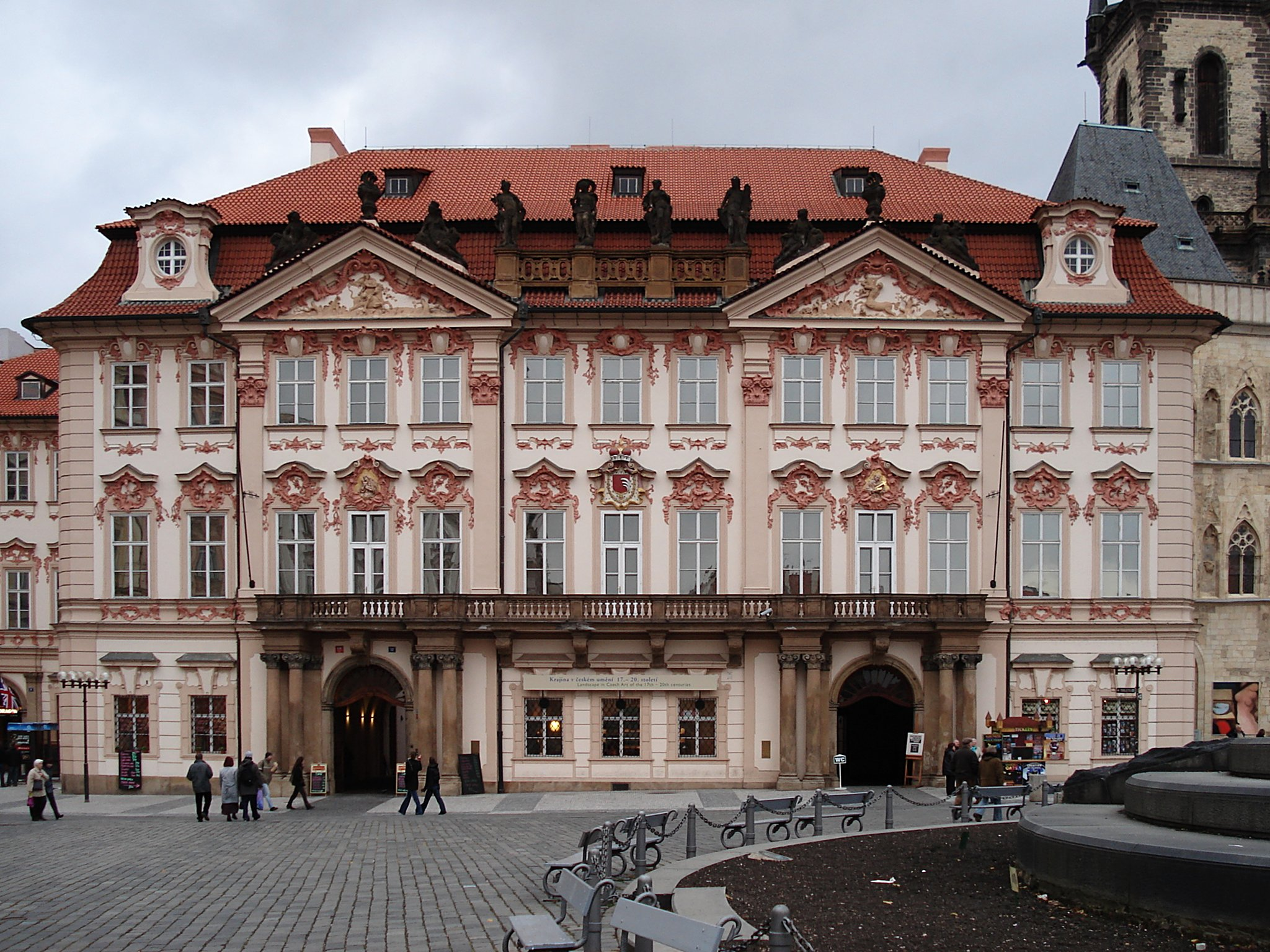
ゴルツ・キンスキー宮殿
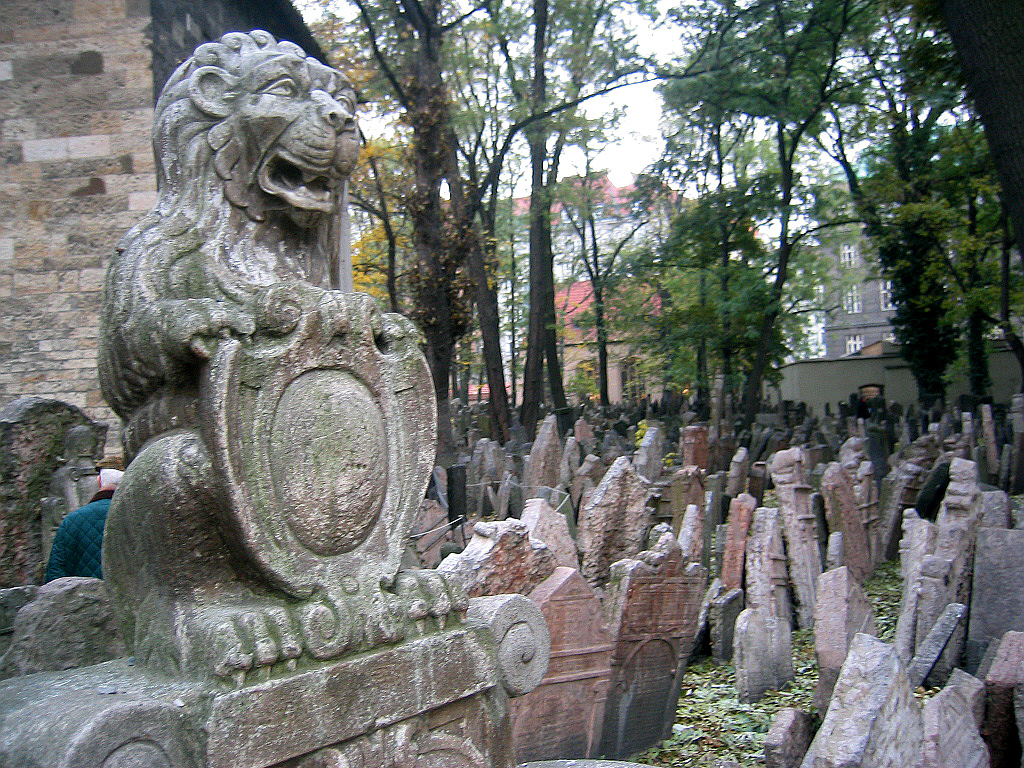
ユダヤ人墓地
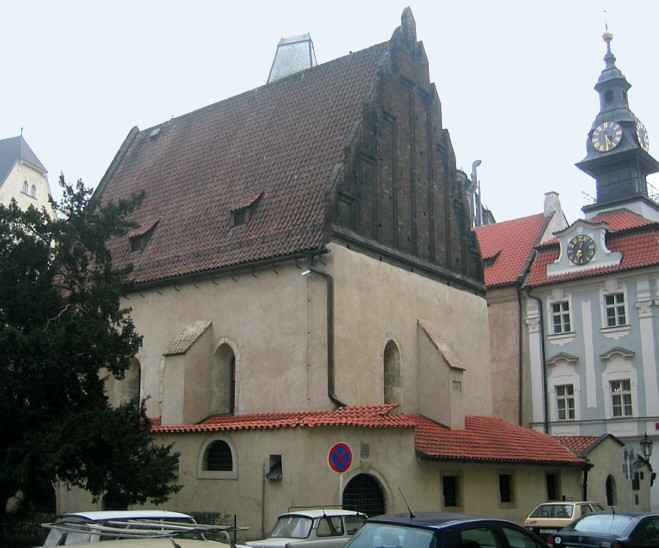
旧新シナゴーグ